# Quartier des Ternes
Das Quartier des Ternes ist das 65. der 80 Quartiers (Stadtviertel) von Paris und gehört zum 17. Arrondissement von Paris.

## Lage
Das Viertel liegt nördlich vom Place de l’Étoile und wird im Osten von der Avenue de Wagram und im Westen von der Avenue de la Grande Armée begrenzt. Das "Viereck" wird im Norden durch einen Teil des Boulevard des Maréchaux (Boulevard Pirshing – Boulevard Gouvion-Saint-Cyr) und durch die Rue Rennequin geschlossen.

## Namensursprung
Der Name leitet sich von dem kleinen Dorf Ternes (französisch village des Ternes) ab, das sich um ein Gehöft gebildet hatte, das „Villa externa“ (abgelegenes Gehöft) genannt wurde. Das Dorf wurde von Neuilly vereinnahmt und kam 1860 zu Paris.

## Geschichte
Das „Village des Ternes“ war im 13. Jahrhundert ein bescheidenes Dorf, umgeben von Wäldern und Sümpfen, an den Hängen eines bewaldeten Hügels und bekannt als Kurort „Montagne du Roule“. Abgesehen von einigen Äckern und kargen Weiden bleibt dieses Gebiet mit den Jagdhütten in den kleinen Wäldern bis zur Revolution dem Vergnügen der Herren und Könige vorbehalten. Zwei Urkunden aus den Jahren 1236 und 1245 weisen darauf hin, dass die Abtei von Saint-Denis den Kranken von Roule Land in der Nähe des Gehöfts von Ternes (Granchiam de Ternis) geschenkt hat.
In Ternes (wie in Monceau) entstand der erste Stadtkern nicht um eine religiöse Einrichtung, sondern um eine feudale Residenz. Der Bauernhof wurde Mitte des 16. Jahrhunderts vom Kalligraphen Pierre Habert, Dichter und Kammerdiener von Heinrich III., erworben und zu einem Schloss ausgebaut. Seinem Enkel wurden 1634 von Ludwig XIII. die Lehnsrechte zugesprochen.
Um das Château des Ternes entwickelte sich der Hameau des Ternes (deutsch Weiler des Ternes). Bis zum 17. Jahrhundert blieb der Ort ein kleines Dorf von gerade einmal 18 Häusern, das erst ab dem 19. Jahrhundert wuchs, als sich Paris nach Westen ausdehnte. Der Weiler wurde um 1820 ein Ort mit 8000 Einwohnern unter dem Namen „Ferdinanville“; es entstand in der Nähe des Place de l’Étoile ein neues Viertel. Als das Gebiet dann 1863 von Paris eingemeindet wurde, gab es hier 16.000 Einwohner.

## Sehenswürdigkeiten
- Château des Ternes
- Église Notre-Dame-de-Compassion
- Église Saint-Ferdinand-des-Ternes
- Palais des congrès de Paris